# 萊曼·史匹哲
小萊曼·斯特朗·史匹哲（英語：Lyman Strong Spitzer, Jr.，1914年6月26日—1997年3月31日），美國理論物理學家、天文學家。他是太空望遠鏡概念的提出者，NASA以他的名字命名史匹哲太空望遠鏡；他也是電漿體物理學和恆星形成的專家；是仿星器（Stellarator）装置的發明人。

## 早年生活與教育
史匹哲生於俄亥俄州托雷多，是 Blanche Carey (née Brumback) 和 Lyman Strong Spitzer 的兒子，他的祖母血緣可追溯至伊莱·惠特尼。史匹哲畢業於Scott中學後先後進入菲利普斯學院和耶魯學院就讀，並曾經加入骷髅会。之後史匹哲前往英國就讀劍橋大學一年，並受到了亚瑟·爱丁顿和苏布拉马尼扬·钱德拉塞卡的影響。回到美國後史匹哲進入普林斯頓大學，在亨利·诺利斯·罗素的指導下於1938年取得博士學位。

## 研究
史匹哲獲得博士學位後進入耶魯大學任教。第二次世界大戰期間史匹哲曾協助軍方進行聲納的開發。1947年他33歲的時候接下了羅素的普林斯頓大學天文台台長一職，並與馬丁·史瓦西長期共事。史匹哲擔任普林斯頓大學天文系主任一職直到1979年 。
史匹哲的研究主要集中在星际物质，並且使等离子体天体物理学更進一步發展。1930到1940年到中他是最早研究恆星形成過程的天文學家。史匹哲的專書《Diffuse Matter in Space》和《Physical Processes in the Interstellar Medium》是他數十年研究的總結，並在之後數十年成為相關領域標準教材。
史匹哲是馬特洪峰計畫的創始人，該計畫是普林斯頓大學研究受控熱核反應研究的先驅，1961年該計畫改名為普林斯頓電漿物理實驗室（Princeton Plasma Physics Laboratory）。1951年他在該實驗室中建立了第一個仿星器。1946年他提出了一篇論文指出了在太空中進行天文觀測的優勢，是太空天文觀測的早期支持者。哈伯太空望遠鏡的計畫就和該論文有關。

## 死亡
史匹哲於1997年3月31日結束了在普林斯頓大學一天的例行工作後突然死亡。他被埋葬在普林斯顿公墓。

## 家庭
史匹哲的妻子是 Canaday Spitzer，有四名子女和十位孫輩。他的其中一名子女是任職於加利福尼亞大學聖地牙哥分校的神經科學教授尼可拉斯·C·史匹哲（Nicholas C. Spitzer）。

## 榮譽
- 1953年美国文理科学院院士[6]
- 1953年亨利·諾利斯·羅素講座[7]
- 1973年布魯斯獎
- 1974年亨利·德雷伯獎章
- 1975年詹姆斯·克拉克·馬克士威電漿物理學獎（英语：James Clerk Maxwell Prize in Plasma Physics）
- 1978年英國皇家天文學會金質獎章[8]
- 1979年美國國家科學獎章
- 1980年富蘭克林獎章
- 1980年法國天文學會的朱爾·讓森獎
- 1985年克拉福德獎

## 以其名字命名事物
- 小行星2160
- 史匹哲太空望遠鏡
- 耶魯大學达文波特学院的「萊曼·史匹哲圖書館」

## 著作
- Spitzer Lyman, Physical Processes in the Interstellar Medium. John Wiley & Sons, 1998.

## 外部連結
- NASA biography （页面存档备份，存于）
- Papers by Lyman Spitzer at the Princeton University Library
- Oral History interview transcript with Lyman Spitzer 15 March 1978, American Institute of Physics, Niels Bohr Library and Archives （页面存档备份，存于）
- Oral History interview transcript with Lyman Spitzer 27 November 1991, American Institute of Physics, Niels Bohr Library and Archives （页面存档备份，存于）